# حاجی‌آباد (رودبار جنوب)
حاجی‌آباد، روستایی در دهستان عباس‌آباد بخش هلیل دشت شهرستان رودبار جنوب در استان کرمان ایران است.

## جمعیت
بر پایه سرشماری عمومی نفوس و مسکن در سال ۲۹۰، جمعیت این روستا برابر با ۱٬۱۷۷ نفر (۳۳۵ خانوار) بوده‌است.